# Juan López Moctezuma
Juan López Moctezuma (Ciudad de México, México, 19 de mayo de 1932 - Ibid., 2 de agosto de 1995) fue un director de cine, productor, actor y locutor de radio mexicano que desempeñó un papel importante en el nacimiento de la televisión mexicana. Fue director de Televisa Europa durante ocho años.

## Carrera
Durante su carrera como director de cine realizó solamente cinco películas, todas ellas enmarcadas en el género del terror gótico y el suspenso: La mansión de la locura (1972), Mary, Mary, Bloody Mary (1974), El alimento del miedo (1994), Matar a un extraño (1983) y su obra más reconocida y la que generó mayores controversias, Alucarda, la hija de las tinieblas (1978), que narra la historia de una posesión satánica en un convento católico.
Como productor sus trabajos más reconocidos son las primeras películas de Alejandro Jodorowsky; Fando y Lis y El Topo. También fue conductor del programa Tela de juicio, en España donde realizó entrevistas con directores aclamados como Roman Polanski y Sergio Leone.

### Decadencia y enfermedad
Debido a su excentricidad en sus métodos de trabajo fue despedido de Televisa, este hecho y un divorcio lo llevaron a aislarse en un pequeño departamento de azotea en Los Ángeles, California. Años después fue internado por sus familiares en un hospital psiquiátrico en la Ciudad de México debido al alzhéimer que padecía.
En 1994 dirigió su última película, El alimento del miedo, pero no llegó a verla pues fue estrenada tras su muerte en 1995.

### Alucardos
En 1993 dos jóvenes admiradores ingresaron al hospital psiquiátrico donde se encontraba el cineasta, para raptarlo y llevarlo a las locaciones donde había rodado sus cintas y devolverlo días después al hospital: este hecho fue narrado en 2011 en el documental Alucardos, dirigido por Ulises Guzmán Reyes. Moctezuma legaría a los jóvenes los derechos de su obra.

## Legado
Roman Polanski aseguró que López Moctezuma lo inspiró para hacer su cinta Le locataire. El reconocido director mexicano Guillermo del Toro ha expresado su aprecio por los trabajos cinematográficos de López Moctezuma, citándolo como uno de sus referentes y a la película Alucarda, la hija de las tinieblas como una de sus producciones cinematográficas favoritas.

## Filmografía
- La mansión de la locura (1972)
- Mary, Mary, Bloody Mary (1974)
- Alucarda, la hija de las tinieblas (1978)
- Matar a un extraño (1983)
- Welcome Maria (1986)
- El alimento del miedo (1994) (película perdida)